# Kambila
Kambila est une localité et une commune rurale malienne de l'arrondissement central de Kati dans le cercle de Kati et la région de Koulikoro.

## Géographie
La localité de Kambila est située sur la route nationale RN 3 (axe Bamako-Nioro-Mauritanie ou route de Kayes) à 8,5 km au nord-ouest du chef-lieu de cercle Kati.

## Villages

Carte communale

La commune s'étend sur 15 localités relevées lors du recensement général de 2009. Les villages les plus peuplés sont :
- Kambila (2 002 habitants)
- Fanafiecoro (1 804 habitants)
- Ouadougou Sikoro (1 685 habitants)